# Condado de Tirana
El condado de Tirana (en albanés: Qarku i Tiranës) es uno de los 12 condados de Albania. Ocupa una superficie de 1.586 km² con una población (en 2001) de 601.565 habitantes (aunque a 31 de diciembre de 2004 se estima que ha ascendido a 677.871 habitantes). Se compone de los distritos Kavajë y Tirana; la capital es Tirana. 
Al oeste, limita con el mar Adriático. Por tierra, limita con los condados siguientes: 
- Durrës: al norte
- Dibër: al noreste
- Elbasan: al sureste
- Fier: al sur

Desde la reforma de 2015, se organiza en los municipios de Kamëz, Kavajë, Rrogozhinë, Tirana y Vorë.